# Hồ chứa Jordán
Hồ chứa Jordán (tiếng Séc: Jordán) là một hồ chứa trong thành phố Tábor, Vùng Nam Bohemian, Cộng hòa Séc. Xây dựng vào năm 1492, hồ Jordán được công nhận là con đập lâu đời nhất trên lãnh thổ của Cộng hòa Séc.
Hồ chứa Jordán được con người tạo ra bằng cách xây dựng một con đập bắc qua sông Košín (Košínský potok, còn được gọi là Tismenice) với mục đích dự trữ nước sinh hoạt một cách lâu dài cho cư dân của thị trấn. Sau đó, với sự phát triển của nông nghiệp nó được đưa vào sử dụng để nuôi trồng thủy sản. Ngày nay hồ Jordán trở thành khu thăm quan, giải trí và quy mô cũng được mở rộng khá nhiều. Lòng hồ cao 18 mét và điểm sâu nhất dưới bề mặt nước là 12,5 mét. Với diện tích 50 ha, hồ chứa khoảng 3 triệu m³ nước.
Lượng nước trong hồ Jordán chủ yếu do Dòng sông Jordán (Jordánský potok) cung cấp qua thác nước Jordán cao 18 mét (Jordánský vodopád). Nếu di chuyển một đoạn ngắn về phía thượng nguồn trên suối Košín, bên cạnh làng Náchod, ta có thể thấy một con đập nhỏ hơn. Con đập này có tên là Small Jordán (Malý Jordán).
Năm 1991, người ta xây dựng một cây cầu đường bộ bắc qua hồ chứa. Điểm đặc biệt là cây cầu được treo trên một cột tháp duy nhất cao 77 mét, chiều dài cầu là 208,5 m và cao 10,5 m so với mặt nước.

## Giải trí
Bờ phía bắc của hồ Jordán được gọi là Plovka. Đây là địa điểm rất thu hút khách du lịch tới đây để tắm nắng vào mùa hè. Ngoài ra, còn có một bãi biển nhân tạo được sử dụng để bơi lội và một nhà hàng ở gần đó. Ta cũng có thể cho mượn thuyền mái chèo và thuyền ở đây để tham quan. Gần phía đông của Jordán là một công viên giao thông có sân chơi cho trẻ em bao gồm hộp cát và khung leo núi, còn ở phía nam thì có rất nhiều cầu phao.

## Vị trí
Hồ Jordán nằm ở phía đông của thành phố Tábor, bên cạnh quảng trường chính.

## Hệ thực vật và động vật
Ở Hồ Jordán, người dân địa phương từng bắt được con cá chép nặng 28 kg (61,7 lb) vào năm 1890. Đây là con cá lớn nhất được tìm thấy cho tới nay.